# Aphyllorchis acuminata
Aphyllorchis acuminata är en orkidéart som beskrevs av Johannes Jacobus Smith. Aphyllorchis acuminata ingår i släktet Aphyllorchis och familjen orkidéer. Inga underarter finns listade i Catalogue of Life.